# Три товариші (фільм, 1938)
«Три товариші» (англ. Three Comrades) — фільм-драма 1938 року режисера Френка Борзейгі та продюсера Джозефа Манкевича, знятий на кінокомпанії Metro-Goldwyn-Mayer. Сценарій — Ф. Скотт Фіцджеральд та Едвард Е. Парамор-молодший, адаптований з роману «Три товариші» Еріха Марії Ремарка. У ній розповідається про дружбу трьох молодих німецьких солдатів після Першої світової війни та ранніх стадій піднесення нацизму.
Зірки фільму Роберт Тейлор, Маргарет Саллаван, Франшо Тоун і Роберт Янг. Саллаван був номінована на Премію «Оскар» за найкращу жіночу роль.

## У ролях
- Роберт Тейлор
- Маргарет Саллаван
- Франшо Тоун
- Роберт Янг
- Гай Кіббі
- Ліонель Атвелл
- Генрі Халл
- Чарлі Грейпвін
- Монті Вуллі